# Bjørn Paulsen
Bjørn Paulsen, né le 2 juillet 1991 à Augustenborg au Danemark, est un footballeur danois qui évolue au poste de défenseur central à l'Odense BK.

## Biographie

### SønderjyskE
Né à Augustenborg au Danemark, Bjørn Paulsen est formé au SønderjyskE. Il commence sa carrière professionnelle avec ce club, jouant son premier match le 29 octobre 2009, à l'occasion d'une rencontre de coupe du Danemark face au FC Copenhague. Il entre en jeu à la place de Nicolaj Agger (en) et son équipe s'impose largement par cinq buts à zéro. Paulsen joue son premier match de Superligaen le 25 avril 2010 face au FC Nordsjælland. Il entre en jeu à la place de Jesper Kjærulff (en) lors de ce match perdu par son équipe (3-1 score final).
Le 24 octobre 2012, Paulsen se fait remarquer en réalisant le premier triplé de sa carrière, lors d'un match de coupe du Danemark face au FC Hjørring. Titularisé à un poste inhabituel d'avant-centre ce jour-là, il participe à la large victoire de son équipe avec ses trois buts (0-4 score final).

### Esbjerg fB
Le 31 août 2015, Bjørn Paulsen s'engage pour un contrat de quatre ans avec l'Esbjerg fB. Paulsen inscrit son premier but pour le club le 28 février 2016 contre le FC Copenhague, en championnat. Ce match est toutefois perdu par son équipe (2-1).

### Hammarby IF
En janvier 2017, Bjørn Paulsen rejoint le club suédois de l'Hammarby IF.

### FC Ingolstadt
Le 7 janvier 2019, Bjørn Paulsen signe un contrat courant jusqu'en juin 2021 avec le FC Ingolstadt. Il vient renforcer une défense qui lutte alors pour son maintien en deuxième division allemande,. Il joue son premier match sous ses nouvelles couleurs le 29 janvier 2019, lors d'une rencontre de championnat face à Greuther Fürth. Il est titularisé ce jour-là, et son équipe l'emporte par un but à zéro. Le club est toutefois relégué à l'issue de cette saison 2018-2019.
Paulsen poursuit l'aventure avec Ingolstadt en troisième division allemande et contribue à la remontée du club en deuxième division lors de la saison 2020-2021. Il figure par ailleurs dans l'équipe type du championnat cette saison-là.

### Retour à Hammarby
Le 4 juin 2021, Bjørn Paulsen fait son retour à l'Hammarby IF.

### Odense BK
Le 11 juillet 2022, Bjørn Paulsen fait son retour dans son pays natal en s'engageant avec l'Odense BK. Il signe un contrat de trois ans, soit jusqu'en juin 2025.
Paulsen inscrit son premier but pour Odense le 21 octobre 2022, lors d'une rencontre de championnat face au Lyngby BK. Titulaire et capitaine ce jour-là, il ouvre le score et contribue à la victoire de son équipe (3-1 score final).